# Holorusia vanewrighti
Holorusia vanewrighti is een tweevleugelige uit de familie langpootmuggen (Tipulidae). De soort komt voor in het Oriëntaals gebied.